# HD 2054
HD2054 є хімічно пекулярною зорею спектрального класу B9 й має видиму зоряну величину в смузі V приблизно  5.7.

Даний об'єкт є спектрально-подвійною зорею.

## Пекулярний хімічний вміст
Зоряна атмосфера HD2054 має підвищений вміст Si.